# Aeroporto di Samara-Kurumoč
L'aeroporto Internazionale di Samara-Kurumoč (in russo Meždinarodnyj Aeroport Samara-Kurumoč) (IATA: KUF, ICAO: UWWW) è conosciuto anche come l'aeroporto di Samara-Nord o l'aeroporto di Samara-Beresa (il nome del vicino paese). È l'aeroporto internazionale principale nell'oblast' di Samara e della regione Povolž'e Centrale in Russia europea che conta oltre 12 milioni di abitanti.

## Storia
- 19 dicembre 1957 - data ufficiale della creazione dell'aeroporto Kurumoč.
- 30 luglio 1960 - apertura della pista aeroportuale a Kurumoč per i voli d'addestramento della Scuola d'Aviazione Civile con gli aerei Ilyushin Il-18 e Antonov An-10. Certificazione della pista aeroportuale come una pista d'emergenza per gli aerei di grandi dimensioni sovietici.
- 14 febbraio 1961 - creazione del Distaccamento Aereo Unito no.65 con base tecnica a Kurumoč composto da aerei Antonov An-10.
- 27 febbraio 1961 - il primo aereo An-10 del Distaccamento Aereo Unito no.65 pilotato dai piloti Sapunkov. K. M., Michajlov V. A. e da altri 3 membri d'equipaggio ha effettuato il primo volo di linea cargo sulla rotta Kurumoč - Mosca-Šeremet'evo.
- 15 maggio 1961 - inaugurazione dei voli di linea passeggeri a Kurumoč sulla rotta per l'aeroporto di Mineral'nye Vody.
- 1º giugno 1961 - apertura dei voli di linea passeggeri da Kurumoč per San Pietroburgo-Pulkovo, Taškent, Soči-Adler, Ekaterinburg-Kol'covo, Rostov sul Don, Omsk, Sinferopoli, Novosibirsk-Tolmačëvo, Baku, Tbilisi.
- 4 maggio 1962 - creazione del Distaccamento Aereo Unito no.173 di Aeroflot con la flotta di aerei Antonov An-10 e Ilyushin Il-14 con base a Kurumoč.
- 19 luglio 1963 - arrivo degli aerei Tupolev Tu-124 e Antonov An-12 a Kurumoč e la creazione del nuovo complesso di manutenzione per i jet sovietici sulla base aeroportuale.
- 1970 - più di 700 000 passeggeri e 27 000 tonnellate di merce transitano in un anno all'aeroporto Kurumoč.
- 1971 - 1980 - arrivo dei jet sovietici Tupolev Tu-134, Tupolev Tu-154 e Yakovlev Yak-40 a Kurumoč, costruzione della seconda pista aeroportuale e ampliamento del Terminal Passeggeri.
- 1981 - 1990 - certificazione della pista aeroportuale secondo la I categoria ICAO, creazione della nuova zona dei parcheggi per gli aerei; nel 1990 l'aeroporto Kurumoč raggiunge il record storico di traffico di 3,7 milioni di passeggeri in un anno.
- 1992 - lo scalo aeroportuale di Samara diventa un aeroporto internazionale, si aprono i voli di linea per Israele, Turchia, Grecia, Emirati Arabi Uniti e Cina.
- 19 febbraio 1993 - creazione della compagnia aerea Samara Airlines sulla base del Distaccamento Aereo Unito no.173 di Aeroflot.
- 9 dicembre 1994 - creazione della società di gestione aeroportuale Aeroporto Internazionale Kurumoč S.p.a. sulla base delle strutture aeroportuali e della compagnia aerea Samara Airlines S.p.a..
- 1997 - entrata dell'aeroporto nell'ACI Europe.
- 2001 - 2004 - creazione della holding per la gestione dell'aeroporto, con la creazione delle seguenti strutture: compagnia di gestione dell'albergo aeroportuale - Aviaotel' S.r.l., compagnia di gestione di rifornimento dei carburanti, compagnia di handling aeroportuale e compagnia di gestione del Terminal VIP.
- 2007 - il Governo della Russia include l'aeroporto di Samara nella lista degli hub strategici della Federazione Russa.
- 2009 - certificazione della gestione dell'aeroporto secondo gli standard di qualità ISO 9001:2008.
- 21 gennaio 2010 - il primo aereo Antonov An-148-100B della Rossija Airlines atterra a Samara.[1]
- 20 ottobre 2010 - il primo Boeing 737-800 della Fly Dubai atterra a Samara inaugurando i voli di linea per gli Emirati Arabi Uniti.[2]

## Dati tecnici

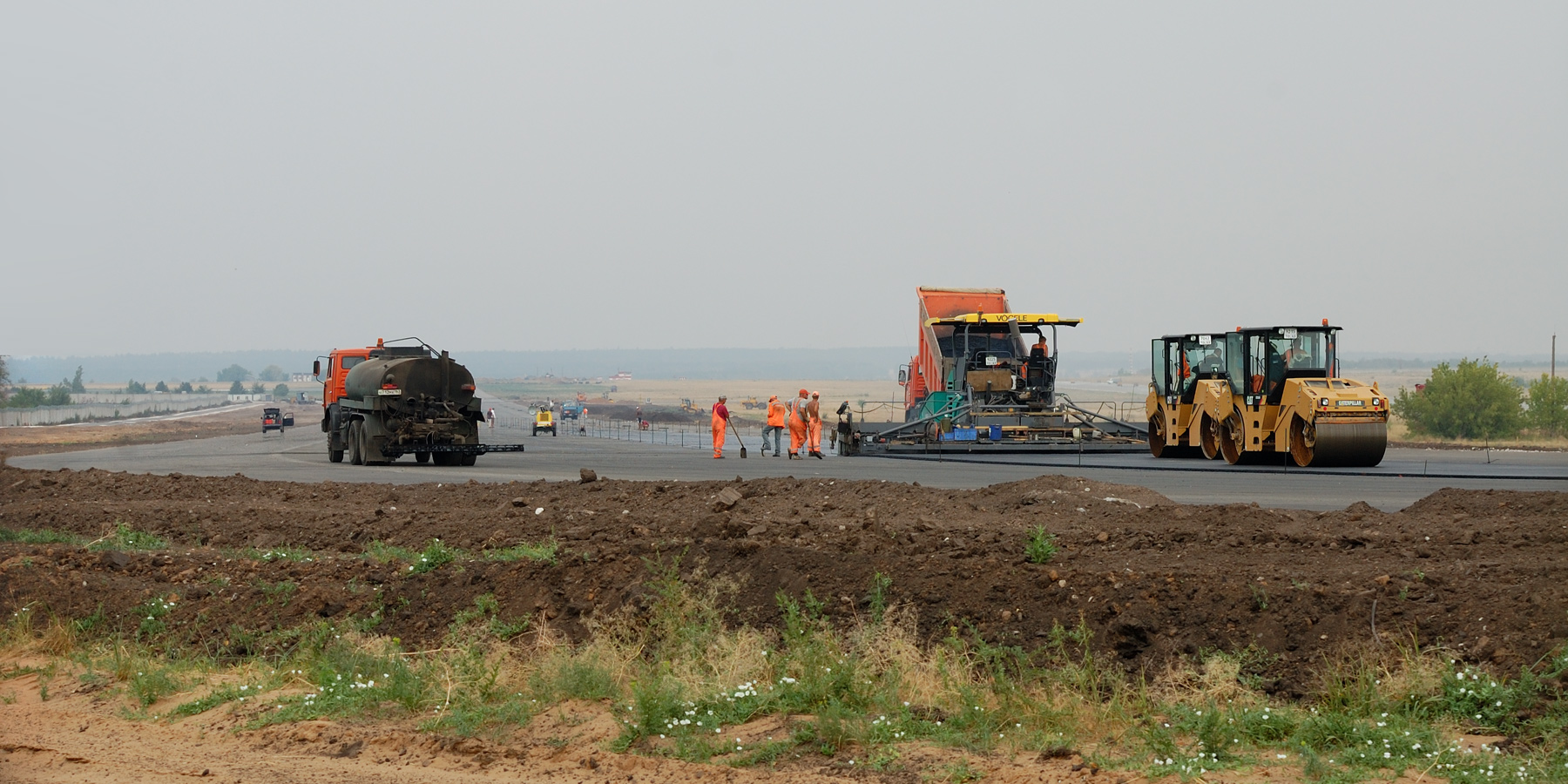
I lavori di ricostruzione della via di rullaggio della pista 15/33 dell'aeroporto Kurumoč nel 2011.

L'aeroporto è attualmente equipaggiato per la manutenzione, l'atterraggio e il decollo degli aerei a medio e lungo raggio: Airbus A310-200(300), Airbus A319, Airbus A320-200(100), Airbus A321, Boeing 737, Ilyushin Il-18, Ilyushin Il-76TD, Ilyushin Il-86, Ilyushin Il-62M, Ilyushin Il-96-300, Yakovlev Yak-40, Yakovlev Yak-42, Tupolev Tu-134, Tupolev Tu-154, Antonov An-12, Antonov An-22 Antonov An-24, Antonov An-26, Antonov An-30, Antonov An-32, Antonov An-124-100, Antonov An-148-100B, McDonnell Douglas MD-81, McDonnell Douglas MD-82, McDonnell Douglas MD-83, McDonnell Douglas MD-87, McDonnell Douglas MD-88, McDonnell Douglas MD-90-30, McDonnell Douglas MD-95-30, Pilatus PC-6, Pilatus PC-12 e di tutti i tipi di elicottero.
Sono presenti due piste attive, attrezzate con tutti i sistemi moderni che permettano l'atterraggio/decollo degli aerei. L'aeroporto dispone attualmente di 49 parcheggi per i velivoli.

## Terminal
Il terminal Passeggeri dell'aeroporto Kurumoč ha la capacità di transito di 600 passeggeri/ora per i voli nazionali e di 150 passeggeri/ora per i voli internazionali. Inoltre il Terminal VIP aperto nel 2003 ha la capacità di transito di 50 passeggeri/ora. Il Terminal Cargo ha la capacità di transito di 200 tonnellate di merce al giorno ed è aperto 24 ore al giorno.

## Strategia
L'aeroporto di Samara-Kurumoč attualmente serve numerose destinazioni nazionali ed internazionali di linea; il maggior numero dei passeggeri sui voli di linea è trasportato dalle compagnie aeree verso Mosca, San Pietroburgo e Kaliningrad in Russia, verso Praga in Repubblica Ceca e verso Forlì in Italia.
Le principali destinazioni charter attualmente servite includono i paesi europei come Austria, Bulgaria, Grecia, Italia, i paesi del Medio Oriente come Emirati Arabi Uniti, Turchia e i paesi africani come Tunisia ed Egitto.
La strategia dell'aeroporto di Samara prevede lo sviluppo della rete dei voli di linea e l'ulteriore aumento delle frequenze dei voli già esistenti.

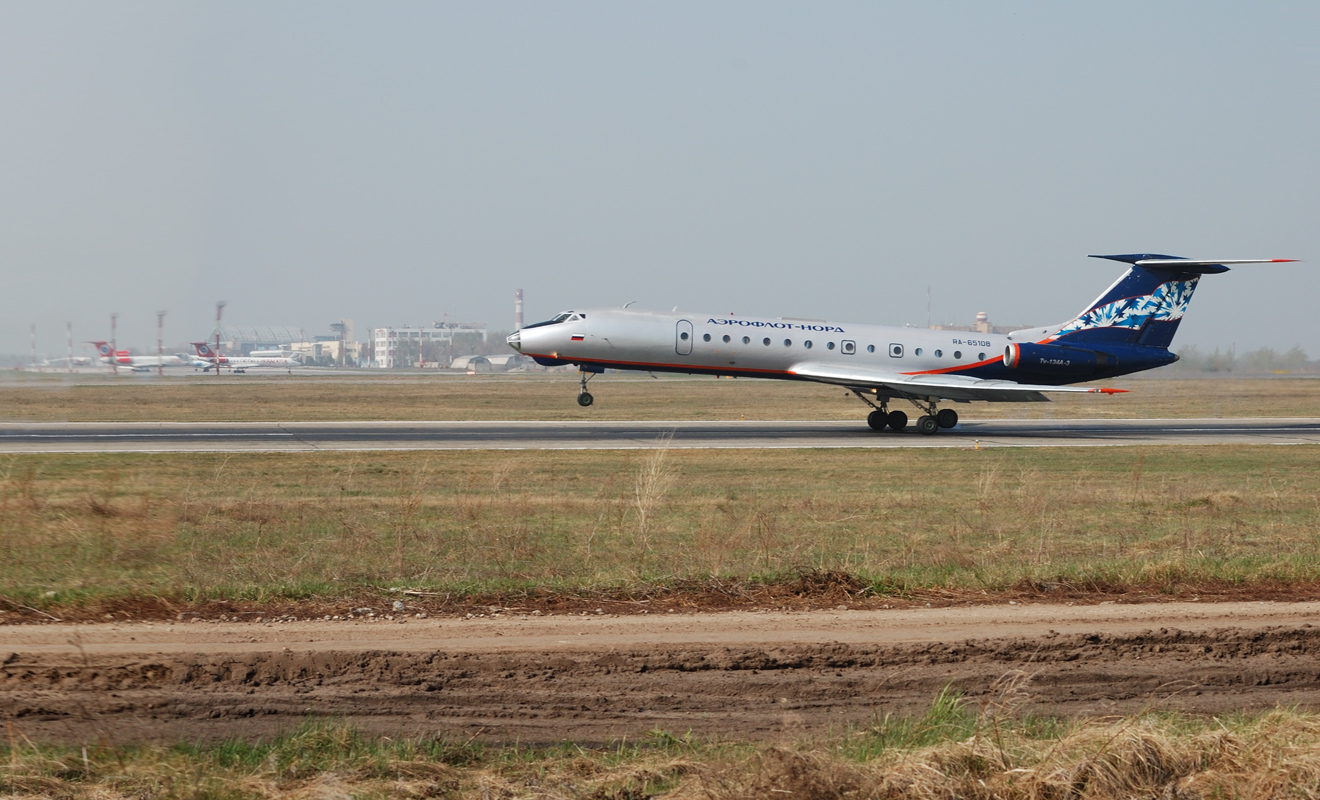
Tu-134 nella livrea della russa Nordavia all'aeroporto Kurumoč.

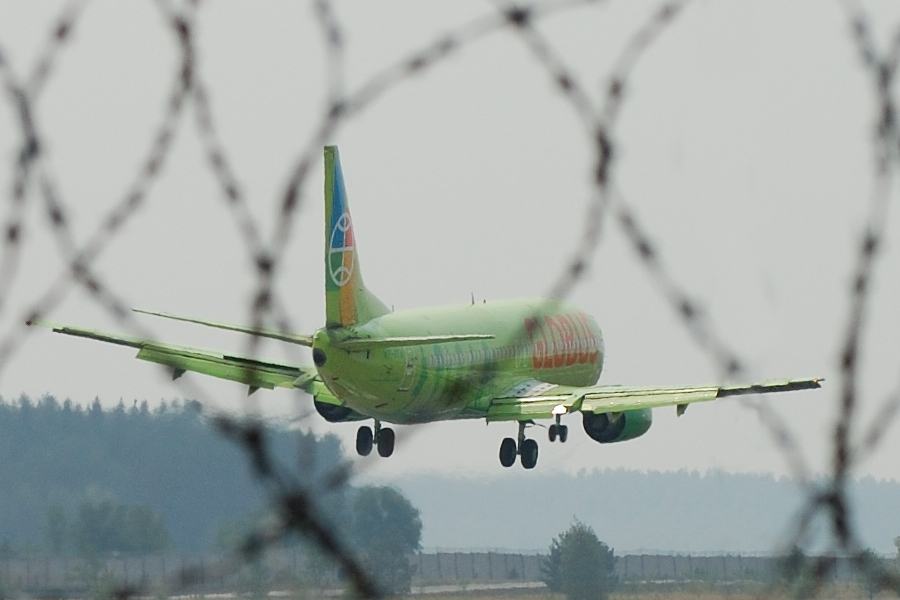
Boeing 737 nella livrea della russa Globus Airlines in arrivo all'aeroporto Kurumoč

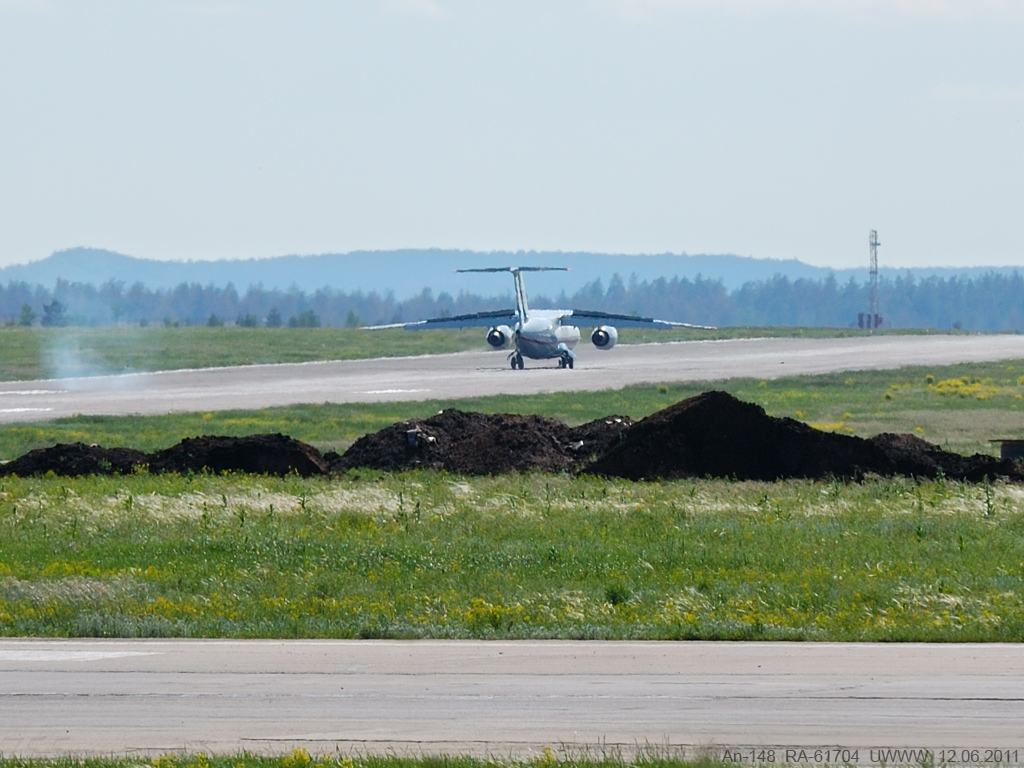
An-148 nella livrea della Rossija Airlines atterrato sulla pista 23

## Collegamenti con Samara

### Treno
L'aeroporto Internazionale di Samara-Kurumoč è facilmente raggiungibile con un treno diretto speciale che collega l'aeroporto con la città ogni ora durante il giorno. Il servizio è stato aperto nel 2008 in collaborazione con le Ferrovie della Russia, collegando l'aeroporto con la Stazione Centrale di Samara. Ora si può raggiungere il centro di Samara in treno regionale diretto in circa 75 minuti. Attualmente i treni partono regolarmente fino alla tarda serata.

### Bus
L'aeroporto è raggiungibile dalla città di Samara con le linee di trasporto pubblico urbano 392 e 78. Inoltre, la linea extraurbana 326 collega l'aeroporto con la città di Togliatti.

## Servizi
Le strutture dell'aeroporto di Samara comprendono:
- Biglietteria con sportello
- Punto informazioni e prenotazione
- Ambulatorio medico e veterinario
- Polizia di frontiera
- Dogana
- Capolinea autolinee
- Taxi
- Autonoleggio
- Parcheggi di scambio a pagamento
- Bar e fast food
- Edicola
- Servizi Igienici
- Telefono pubblico
- Servizio internet con la rete Wi-Fi[4]
- Banca e cambiavalute